# Mouterre-Silly
Mouterre-Silly és un municipi francès situat al departament de la Viena i a la regió de la Nova Aquitània. L'any 2007 tenia 712 habitants.

## Demografia

### Població
El 2007 la població de fet de Mouterre-Silly era de 712 persones. Hi havia 292 famílies de les quals 68 eren unipersonals (28 homes vivint sols i 40 dones vivint soles), 96 parelles sense fills, 96 parelles amb fills i 32 famílies monoparentals amb fills.
La població ha evolucionat segons el següent gràfic:
Habitants censats

### Habitatges
El 2007 hi havia 340 habitatges, 294 eren l'habitatge principal de la família, 21 eren segones residències i 25 estaven desocupats. 336 eren cases i 4 eren apartaments. Dels 294 habitatges principals, 250 estaven ocupats pels seus propietaris, 33 estaven llogats i ocupats pels llogaters i 11 estaven cedits a títol gratuït; 2 tenien una cambra, 18 en tenien dues, 41 en tenien tres, 86 en tenien quatre i 147 en tenien cinc o més. 229 habitatges disposaven pel capbaix d'una plaça de pàrquing. A 118 habitatges hi havia un automòbil i a 156 n'hi havia dos o més.

### Piràmide de població
La piràmide de població per edats i sexe el 2009 era:
| Homes | Edats   | Dones |
| ----- | ------- | ----- |
| 0     | 95 o +  | 0     |
| 0     | 90 a 94 | 4     |
| 0     | 85 a 89 | 8     |
| 0     | 80 a 84 | 8     |
| 16    | 75 a 79 | 12    |
| 24    | 70 a 74 | 12    |
| 28    | 65 a 69 | 28    |
| 20    | 60 a 64 | 12    |
| 12    | 55 a 59 | 16    |
| 32    | 50 a 54 | 24    |
| 28    | 45 a 49 | 20    |
| 32    | 40 a 44 | 24    |
| 36    | 35 a 39 | 36    |
| 4     | 30 a 34 | 16    |
| 8     | 25 a 29 | 16    |
| 24    | 20 a 24 | 4     |
| 12    | 15 a 19 | 44    |
| 20    | 10 a 14 | 32    |
| 40    | 5 a 9   | 12    |
| 8     | 0 a 4   | 8     |

## Economia
El 2007 la població en edat de treballar era de 454 persones, 348 eren actives i 106 eren inactives. De les 348 persones actives 323 estaven ocupades (179 homes i 144 dones) i 25 estaven aturades (9 homes i 16 dones). De les 106 persones inactives 44 estaven jubilades, 34 estaven estudiant i 28 estaven classificades com a «altres inactius».

### Ingressos
El 2009 a Mouterre-Silly hi havia 299 unitats fiscals que integraven 735,5 persones, la mediana anual d'ingressos fiscals per persona era de 16.032 €.

### Activitats econòmiques
Dels 17 establiments que hi havia el 2007, 2 eren d'empreses alimentàries, 1 d'una empresa de fabricació d'altres productes industrials, 5 d'empreses de construcció, 5 d'empreses de comerç i reparació d'automòbils, 2 d'empreses de transport i 2 d'empreses de serveis.
Dels 6 establiments de servei als particulars que hi havia el 2009, 1 era un taller de reparació d'automòbils i de material agrícola, 1 paleta, 2 fusteries, 1 lampisteria i 1 electricista.
L'únic establiment comercial que hi havia el 2009 era una carnisseria.
L'any 2000 a Mouterre-Silly hi havia 38 explotacions agrícoles que ocupaven un total de 2.511 hectàrees.

## Equipaments sanitaris i escolars
El 2009 hi havia una escola elemental integrada dins d'un grup escolar amb les comunes properes formant una escola dispersa.

## Poblacions properes
El següent diagrama mostra les poblacions més properes.